# Großsteingrab Store Havelse 1
Das Großsteingrab Store Havelse 1 ist eine megalithische Grabanlage der jungsteinzeitlichen Nordgruppe der Trichterbecherkultur im Kirchspiel Ølsted in der dänischen Kommune Halsnæs.

## Lage
Das Grab liegt nordwestlich von Store Havelse in Ølsted Nordstrand im Zwickel der Straßen Skovbirkvej und Troldhøjvej. In der näheren Umgebung gibt bzw. gab es mehrere weitere megalithische Grabanlagen.

## Forschungsgeschichte
In den Jahren 1887 und 1942 führten Mitarbeiter des Dänischen Nationalmuseums Dokumentationen der Fundstelle durch. Eine weitere Dokumentation erfolgte 1982 durch Mitarbeiter der Forst- und Naturbehörde.

## Beschreibung
Die Anlage besitzt eine runde Hügelschüttung mit einem Durchmesser von 11 m und einer Höhe von 1 m. Eine steinerne Umfassung ist nicht erkennbar. Die eigentliche Grabkammer ist zerstört. Über ihre Orientierung und die Maße liegen keine Angaben vor, der genaue Grabtyp lässt sich nicht sicher bestimmen. Der Kammer war ein ost-westlich orientierter Gang vorgelagert. Es sind zwei Wandsteine des Gangs erhalten, auf die in moderner Zeit durch den damaligen Grundstücksbesitzer ein neuer Deckstein aufgelegt wurde.